# Castello di Acaya
Das Castello di Acaya ist eine Festung im Ortsteil Acaya der Gemeinde Vernole im italienischen Apulien. Die Festung steht dort, wo einst die kleine, mittelalterliche Siedlung Segine lag, die der Familie Dell’Acaya gehörte und 1535 in „Acaya“ umbenannt wurde.

## Geschichte
1294 verlehnte Karl II. von Neapel die Siedlung Segine an Gervaso dell’Acaya, einen tapferen Kapitän, dessen Familie das Lehen drei Jahrhunderte lang behielt. 1506 ließ Alfonso di Acaya den ältesten Kern der Burg erbauen; sein Sohn Giangiacomo ließ diesen 1535 mit einer Umfassungsmauer umgeben, die Burg mit Bastionen und Burggraben befestigen und arbeitete für die Siedlung einen Flächennutzungsplan aus. Als Giangiacomo dell’Acaya 1570 starb, fiel das Lehen von Acaya an den königlichen Fiskus und dann, 1608, an Alessandro de Montibus, der die Festung aus Angst von türkischen Überfällen endgültig ausbauen ließ. Gegen Ende des 17. Jahrhunderts, als der Hauptzweig der Familie De Montibus ausstarb, fiel das Lehen zurück an den königlichen Hof, der es 1688 an die Familie De Montibus-Sanfelice verkaufte, die es im selben Jahr an die Vernazzas weiterverkauften. Die Vernazzas ließen glücklicherweise nichts an der Festung ändern; so überstand sie daher unbeschädigt das Barock und die für die Renaissance typische Anlage blieb erhalten. Am 23. September 1714 wurde die befestigte Zitadelle zum ersten Mal von sarazenischen Piraten angegriffen und erobert. Die Vernazzas verkauften die Festung dann an die Familie Onofrio Scarciglia aus Lecce und diese wiederum an die Familie Rugge. Schließlich kaufte sie die Provinzialverwaltung von Lecce.

## Beschreibung

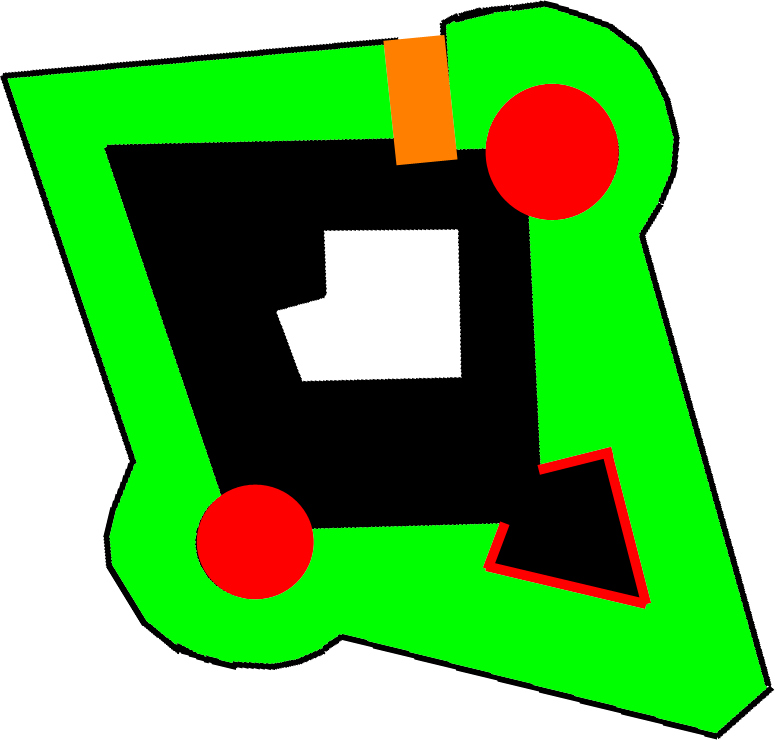
Grundriss

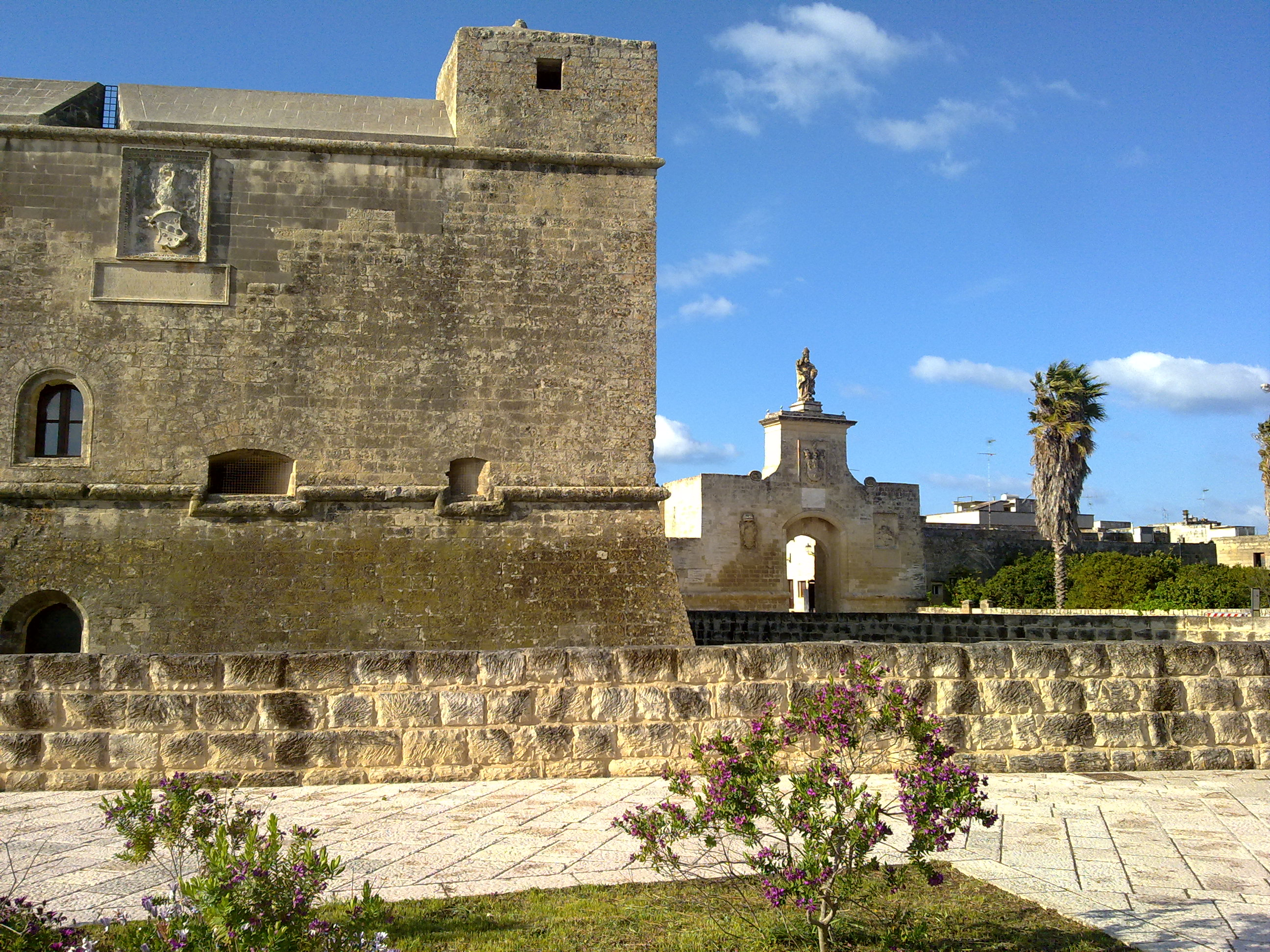
Ansicht der Festung und des Eingangstors

Die Festung aus dem 16. Jahrhundert folgt den üblichen Vorgaben der Zeit im Stile eines Sternforts. Die Anlage zeigt sich in der Tat als Rechteck, an dessen Ecken niedrige, robuste Bastionen angesetzt sind, die für die Verteidigung und den Angriff mit Feuerwaffen ausgelegt sind. Insbesondere in Nordwest- und Südostrichtung wurden zwei Saillants eingefügt, die so geformt sind, dass sie mögliche geplante Angriffe mit Feuerwaffen ablenken; an den beiden gegenüberliegenden Seiten sind dagegen potente Rondelle eingefügt. Alle Bastionen waren mit Kanonenständen auf allen Ebenen ausgestattet. Die Anlage ist das Werk des Militärarchitekten Gian Giacomo dell’Acaja, des Sohnes von Alfonso dell’Acaya, im Auftrag von König Karl V. Diese Festung gehörte zu den neuartigsten und bestinstandgehaltenen des gesamten Vizekönigtums Neapel; tatsächlich gehörten die Dell’Acayas zu den bekanntesten Militärarchitekten des 16. Jahrhunderts. An der Südostecke dieser Festung wurde eine Bastion in Lanzenform mit Anschrägung, Verteidigungsanlagen und Kanonenständen auf zwei Ebenen eingesetzt, mit der erstmals die Rundumverteidigung erprobt wurde. Ein Epigraph an der Bastion gibt das Jahr der Fertigstellung mit 1536 an. Die Dell’Acayas beschäftigten sich außer mit dem Bau der Festung auch noch mit der Verteidigung der ganzen Siedlung, indem sie wiederum die aktuellsten Konzepte der Militärarchitektur nutzten, wie rückwärtige Kurtinen zur besseren Verteidigung. Die Festung war gegen türkische Überfälle gedacht, aber man sollte diesen Aspekt lieber nicht so herausstellen; tatsächlich nahm diese Burg auch eine wichtige Rolle in der Kontrolle des Territoriums des Salent für das entstehende Königreich Karls V. ein. Die Burg erfüllte nicht nur eine Verteidigungsfunktion, wofür vor allem der achteckige Saal im Nordostturm mi seinen wertvollen Friesen ein Beispiel ist. Die ganze Anlage ist mit verschiedenen Wappen der Familie Dell’Acaya verziert.
Im Laufe der kürzlichen Renovierung der Festung tauchten auf der Nordseite des alten Herrenhauses Spuren einer mittelalterlichen Konstruktion auf, die sich später als kleine byzantinische Kirche entpuppte, unter der sich einige, leider schon beschädigte, Gräber befinden. Während der Restaurierungsarbeiten wurde auch ein Fresko im Inneren eines Hohlraums gefunden. Es handelt sich um den Tod Mariens. Das Fresko kann auf die zweite Hälfte des 14. Jahrhunderts datiert werden und ist etwa 4 Meter × 3 Meter groß. Die perfekt erhaltene Abbildung zeigt die Apostel, die dem Tod Mariens beiwohnen, und Jesus, der ihre Seele aufhebt und sie seinem Vater präsentiert. Diese Geschichte entspringt der ikonographischen Tradition, die sich auf die Apokryphen bezieht.

## Ausgrabungen
Am 25. Januar 2001 wurden während der Ausgrabungen wenige Meter von der Mauer entfernt in der Nähe der Stallungen eine Reihe von Gräbern, Massengräbern und Tunnel ans Licht gebracht. Im ersten geöffneten Massengrab lagen vier Schädel und andere menschliche Knochen nebeneinander, die vermutlich von Männern im Alter zwischen 25 und 30 Jahren stammen. In den angrenzenden Räumen fand man noch Knochen des Beckens und der unteren Gliedmaßen einer sehr großen Person. Ein interessantes Element, das sich auch der Inspektion der Techniker der Soprintendenza di Bari unter der Leitung des Architekten Antonio Bramato ergab, war, dass diese Bestattungen zur selben Zeit stattfanden. Wenn also weitere Massenbestattungen gefunden werden, sollte es legitim sein, anzunehmen, dass dies Soldaten waren, die bei einer der grausamen Schlachten fielen, die zwischen 1200 und 1300 das Gelände heimsuchten, das einst „Segine“ genannt wurde. In diesem Zusammenhang nahmen Experten Proben, um das Alter der Knochen und die Todesursache der dort Bestatteten zu untersuchen. Es wurde bereits die Hypothese einer Massenenthauptung aufgestellt.

## Ausstellungen
Vom 12. Juli bis zum 31. Oktober 2008 fand in der Festung eine temporäre Ausstellung zeitgenössischer Architektur des Portugiesen Álvaro Siza Vieira statt.
In der Festung wird das ganze Jahr über eine permanente Ausstellung über die archäologischen Grabungen von Roca Vecchia gezeigt und Veranstaltungen finden statt.